# Berke kán
Berke (mongolul Бэрх, 1209 – 1266) Dzsingisz mongol nagykán unokája, az Arany Horda és a Kék Horda kánja. A mongol uralkodók közül elsőként tért meg az iszlám vallásra. Háborúba keveredett rokonával, Hülegü perzsiai ilkánnal, ellene szövetséget kötött az egyiptomi mamelukokkal. Uralkodásának végére az Arany Horda gyakorlatilag függetlenné vált a mongol nagykántól.

## Ifjúkora

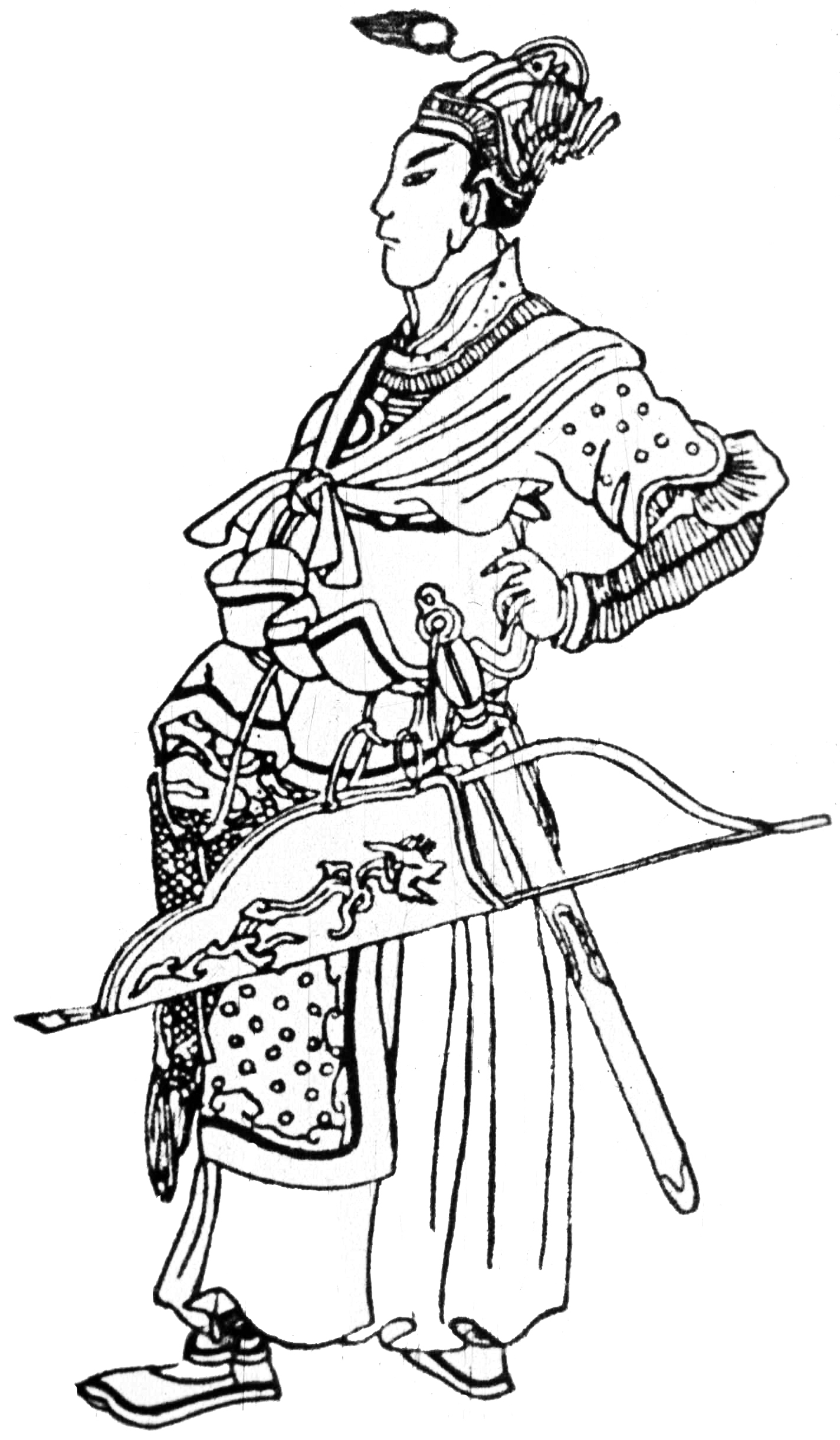
Batu kán.

Berke a harmadik fia volt Dzsocsinak, Dzsingisz kán legidősebb fiának. Anyja állítólag Szultan-katun volt, aki talán azonos Szártakkal vagy Ukival, Dzsocsi legidősebb feleségeivel. A húszéves Berke 1229-ben már részt vett a kánválasztó kurultájon, ahol Dzsingisz kán örökösei Ögödejt választották meg nagykánnak. 1236-ban, a mongolok nyugati hadjárata idején bátyja, Batu kán rábízta a sereg egy részét, amely a Kaukázustól északra lakó kipcsakokat hajtotta uralmuk alá. 1237-ben Rjazanyt és Szuzdalt dúlták fel, majd később is részt vett a kipcsakok végleges meghódoltatásában és az orosz hadjáratokban.
1242-ben Berke Batu kán egyik alvezére volt a Magyarország elleni hadjáratban, és ott volt a muhi csatában. Ögödej kán halála után visszakísérte Batut a kánválasztó gyűlésre.
Ezután a Dzsocsi-ulusz egy részét, a Kaukázustól északra fekvő sztyeppéket kapta meg Batu kántól, ahol a Perzsiából és Kis-Ázsiából Derbenten át haladó karavánutak vámolásából tett szert vagyonra. 1254-ben Batu visszavette tőle ezt a területet és a Volgán túlra küldte.
Valamikor az 1240-es években Berke áttért az iszlámra. Az 1251-es kurultájon a részt vevő Berke tiszteletére a muzulmán előírások szerint vágták le az áldozati állatokat. 1253-ban Willem van Rubroeck azt írta Berke udvaráról, hogy ott megtiltották a disznóhús fogyasztását, azonban kételkedett Berke őszinteségében és szerinte a kán csak „úgy tesz mintha szaracén lenne”. Minhadzs Dzsuzdzsáni szerint (aki viszont hajlamos eltúlozni az iszlám elterjedtségét a mongol uralkodók között) viszont már gyermekkorától kezdve a Korán szerint nevelkedett és végül a buharai Szaif ad-Dín Boharzi térítette meg az iszlám vallásra.
Berke többi testvérével együtt Batut képviselte az 1246-os kurultájon, ahol Güjük lett az új nagykán. 1251-ben Batu három tümennel (háromszor tízezer harcossal) Mongóliába küldte Berkét és Szártakot hogy elkísérjék Möngkét az új kánválasztó gyűlésre. Möngke megválasztása után Berke segített leleplezni az új kán ellen irányuló összeesküvést, és az ezután következő megtorlásban több száz magas rangú hivatalnokot és vezért végeztek ki, Güyük feleségét pedig boszorkányság vádja miatt zsákba varrva vízbe fojtották.

## A hatalom megszerzése
1255-ben (vagy 1256-ban) meghalt Batu kán és Möngke nagykán a legidősebb fiát, a nesztoriánus keresztény Szártakot ismerte el a Dzsocsi-ulusz új uralkodójának. A Karakorumban tartózkodó Szártak nyugatra indult, de útközben meghalt. Möngke ekkor Szártak legidősebb fiát, a tízéves Ulagcsit (lehetséges, hogy Batu fia volt) tette meg kánnak és Batu felesége, Borakcsin-katun lett a régens a fiú nagykorúvá válásáig. Néhány hónappal később azonban Ulagcsi is meghalt. Állítólag mindkettejüket Berke mérgeztette meg. Borakcsin Perzsiába menekült, hogy ott Hülegü kántól kérjen támogatást Batu unokája, Tode Möngke káni kinevezéséhez, de Berke útközben elfogta és kivégeztette.

## Belpolitikája
A trónt ezután Berke foglalta el, és az Arany Horda területén megerősített minden birtokot és javadalmat amit még Batu adományozott. A baskíroknál meghagyta a vazallus vezetőt, de a volgai bolgároktól és a mordvinoktól elvette autonómiájukat és a központi kormányzat alá rendelte őket.
1257-ben Möngke az egész birodalomban népszámlálást rendelt el a hatékonyabb katonaállítás és adóztatás érdekében. Berke az orosz fejedelemségekbe is elküldte tisztviselőit, és azok a vlagyimir-szuzdali, rjazanyi és muromi fejedelemségekben a mongol tízes rendszer szerint összeírták a lakosságot. Egyedül az egyháznak nem kellett adót fizetnie.
Az Alekszandr Nyevszkij által kísért mongol adószedők Novgorodban is megjelentek, amely azonban nem volt vazallusa a Hordának. A város polgárai azonban megtagadták az összeírást, Vaszilij novgorodi fejedelem (Alekszandr Nyevszkij fia) pedig Pszkovba távozott, hogy ne kerüljön összeütközésbe az apjával.
Uralkodása elején Berke figyelmét a dél-oroszországi fejlemények, nevezetesen Danyiil Romanovics halicsi fejedelem függetlenségi törekvései vonták magukra. Bár formálisan továbbra is a mongolok vazallusa volt, de igyekezett magyar, lengyel és litván szomszédaival egy mongolellenes szövetséget létrehozni és még a pápának is megígérte, hogy elismeri egyházfőnek ha keresztes hadjáratot szervez a Horda ellen. 1256-ban kikergette a mongol seregeket Podóliából és Volhíniából. A Dnyeper-menti ulusz vezetője, Kurumis válaszul sikertelenül ostromolta Vlagyimir Volinszkijt és Luckot. Berke 1258-ban új vezetőt, Burundájt nevezett ki az uluszba és nagyobb sereget bocsátott a rendelkezésére.
Burundáj nem támadott rá Halicsra, hanem leválasztotta róla a szövetségeseit. Még abban az évben hadjáratot hirdetett a litvánok ellen és követelte, hogy Danyiil csatlakozzon a mongol seregekhez. A fejedelem óvatosságból Vaszilko öccsét küldte, de nem merte megtagadni az engedelmességet. Az egyesült mongol-halicsi sereg északnak indult és végigpusztította Litvánia középső részét. A litván nagyfejedelem kitért az ütközet elől. A támadók nagy zsákmánnyal tértek vissza, aminek többségét a mongolok vitték el. 
A következő évben Burundáj Lengyelország ellen vonult. Volhíniában csatlakozott hozzá a halicsi sereg Vaszilko Romanovics és a holmi püspök vezetésével. Burundáj megparancsolta a hercegnek, hogy rombolja le a városait övező védőfalakat. Ezután egyik várostól a másikig vonult és sorra leromboltatta a falaikat. Mikor Holm ezt megtagadta, ostrom helyett feldúlta a környékét és továbbvonult Lengyelország felé. Elpusztították Sandomierzt és visszatértek a Dnyeperhez.
A következő tizenöt évben a krónikák nem említenek mongol hadjáratot a térségben. Egyrészt ekkoriban kezdődtek az ellenségeskedések Hülegüvel, másrészt Burundáj az erőfitogtató felvonulásokkal kellően megerősítette a Horda hatalmát. Danyiil Romanovics lemondott függetlenségi törekvéseiről, kiépítették az adóztatási és katonaállítási rendszert és az orosz fejedelemségekben minden hatalomváltás csak a Horda kánjának jóváhagyásával történhetett.

## Vallási viszonyok az Arany Hordában
Bár Berke áttért az iszlámra, feltehetőleg nem volt buzgó muszlim és lehetséges hogy ezt a lépést inkább csak politikai okokból tette meg. Az uralma alatt élő pogány nomád néprétegek megtérítésre nem tett jelentős lépéseket. Muzulmánként viszont elnyerte a volgai bolgárok és a közép-ázsiai gazdag városok lakosainak rokonszenvét és megkönnyítette a fejlettebb kormányzási és adminisztrációs rendszerek alkalmazását. A Dzsocsi-ulusz kormányzásában hamar megjelentek a hagyományos iszlám elemek. Egyiptomi források szerint Berke vezíre Seref ad-Dín al-Kazviní volt, aki jól beszélt arabul és törökül.
A muzulmán orientáció feszültséget keltett az alávetett keresztény lakossággal szemben. Berke uralmának elején több nesztoriánus keresztényt kivégeztetett Szamarkandban és leromboltatta a templomukat. A keleti ortodox egyházzal viszont nem került konfliktusba, adómentességet adott nekik és felhasználta közvetítésüket a Bizánci Birodalommal való diplomáciai kapcsolatokban.

## Gazdaság és kereskedelem
Míg Dzsingisz kán idejében a mongol hódítók egész városokat tettek lakatlanná, Berke támogatta a városok fejlődését, az ipart és kereskedelmet. Az Arany Horda városai sorra építették a mecseteket, medreszéket és karavánszerájokat. A Dzsocsi-ulusz gazdasági és egyre inkább politikai központja áttevődött a meghódított volgai bolgárok területére. A Polo testvérek is Bolgár városában látogatták meg Berke kánt 1261-ben. A városok fejlődését jelentősen gyorsította, hogy a Horda vámfizetés ellenében garantálta a karavánútvonalak biztonságát. A kereskedelem a volgai Bulgária, Oroszország és a Krím valamint Közép-Ázsia, Kína és Mongólia között olyan mértéket öltött, mint azelőtt soha. 

## Külpolitikája
Az 1260-as években igen feszült volt a Mongol Birodalom belső helyzete. Möngke nagykán 1259-es halála után Arikbuga és Kubiláj vetélkedett a hatalomért. Berke Arikbugát támogatta. A Csagatáj Kánság vezére, Algu kihasználta a zűrzavart és megszállta a Dzsocsi-uluszhoz tartozó Horezmet, kikergetve Berke katonáit és tisztviselőit; valamint Buharát, ahol megsemmisítették Berke ötezer fős helyőrségét. Az Arany Horda nyugaton és délen lekötött erői nem tudták megvédeni Otrar városát, amelyet Algu elpusztított. 

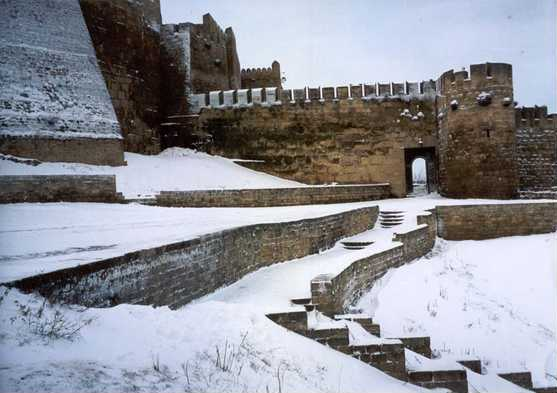
A derbenti erőd.

## A Berke-Hülegü háború
Az Arany Horda déli határán, a Kaukázusban, az unokatestvérek konfliktusa 1262-re fegyveres összecsapássá fajult. A háború formális oka az volt, hogy Berke meg akarta bosszulni al-Musztaszim abbászida kalifa meggyilkolását, de valójában egy évek óta húzódó területi vita rejlett a vallási konfliktus mögött. Berke arra hivatkozott, hogy még Dzsingisz kán Dzsocsinak adományozta Azerbajdzsánt és a kaukázusi Albániát. A területeket sokáig csak formálisan Arany Horda-függő mongol tisztviselők kormányozták, majd Möngke átadta őket Hülegünek. Hülegü 1258-as bagdadi hadjárata idején Berke a nagykán parancsára három tümennyi harcossal segítette őt, de a hadizsákmányból nem részesült és a hadjárat során könyörtelenül mészárolták Berke hittestvéreit. 1260-ban Hülegü kivégeztette az egyik kölcsönadott tümen vezérét és nem sokkal később a másik két Arany Horda-beli vezér is meghalt; Berke gyanúja szerint megmérgezték őket és parancsot adott, hogy csapatai térjenek vissza a saját területére, vagy ha ez nem lehetséges, vonuljanak Egyiptomba. 

## Szövetség az egyiptomi mamelukokkal
Az egyiptomi Bajbarsz szultán és Berke közötti első levélváltás 1261-62 körülre tehető. Az Egyiptomba érkező Arany Horda-beli csapatok meleg fogadtatásban részesültek, külön szállásokat építettek nekik Kairóban és ellátták őket ruhával, fegyverekkel és pénzzel. Bajbarsz kapott az alkalmon, hogy az egyik legnagyobb kánságot szövetségesévé teheti és megakadályozhatja az ilhánok újabb szíriai betörését. A kölcsönös egymásrautaltságon kívül az is segítette a szövetséget, hogy Berke csapatai jórészt kipcsakokból álltak, akik ugyanúgy török nyelvű nomádok voltak, mint a korábban rabszolgaként Egyiptomba érkező mamelukok.
Az első egyiptomi követség 1262 végén indult az Arany Hordához. Konstantinápolyban fogadta őket a császár, VIII. Palaiologosz Mihály és itt találkoztak Berke Egyiptomba indított követeivel is. Ezután a Fekete-tengeren átkelve, a Krím-félszigeten szálltak partra és szárazföldön folytatták útjukat a káni székhelyig. Berke kán gazdagon megajándékozta a követeket és formálisan is megkötötték a szövetséget.

## Az 1262-1263-as kaukázusi hadjárat

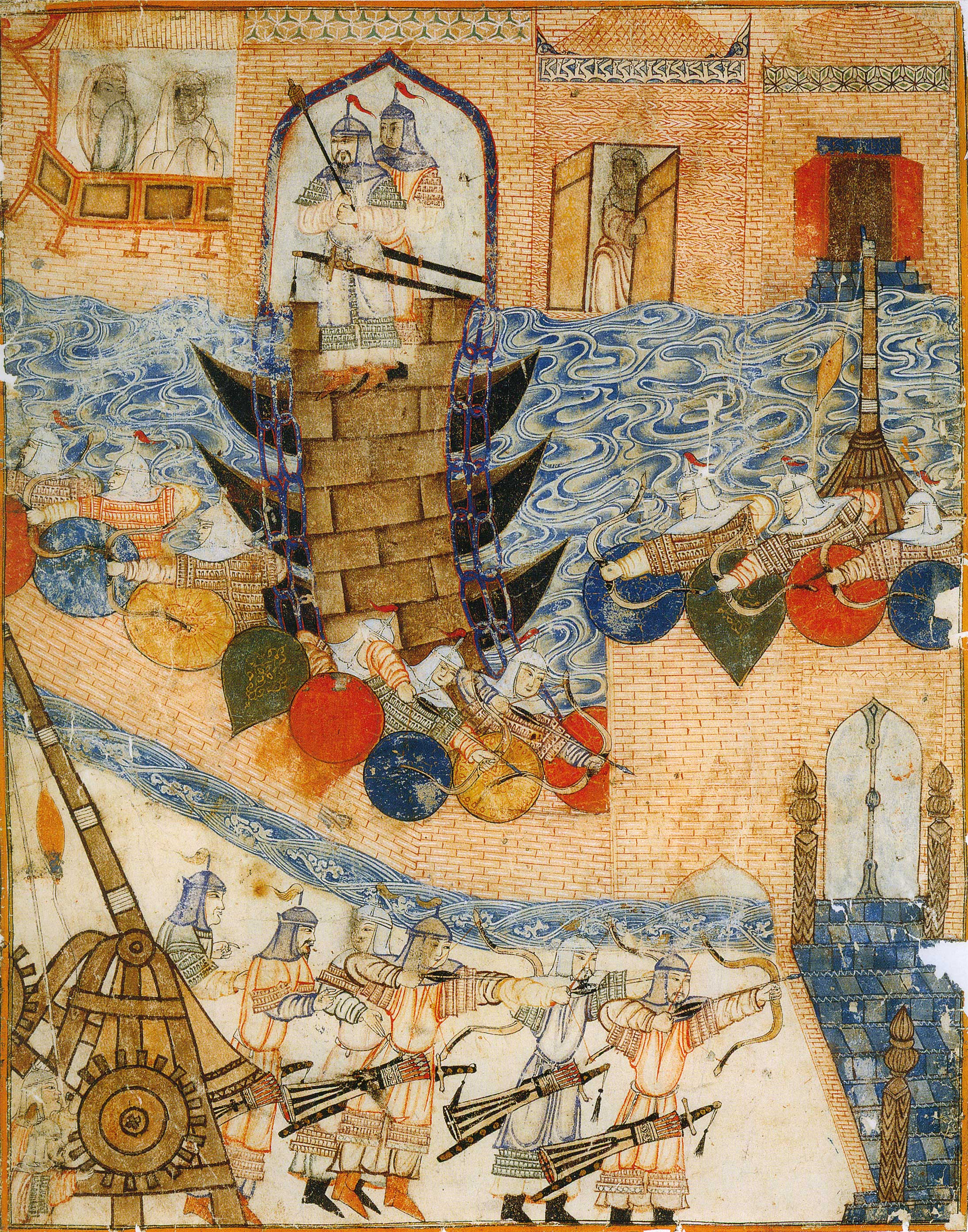
Bagdad elfoglalása. 14. sz-i miniatúra.

1262 augusztusában Berke Nogáj kán vezetésével harmincezres sereget küldött Derbenten keresztül Dél-Azerbajdzsánba. Bár Hülegü seregének elővédjét megfutamították, november 14-én a főseregek összecsapásában az Arany Horda harcosai veszítettek és Nogáj kán visszavonult. Hülegü csapatai decemberre megszállták Derbentet és tovább nyomulva átkeltek a Tyerek folyón, ahol elfoglalták Nogáj táborát. Berke ellencsapást szervezett és 1263. január 13-án a Tyerek partján egy nagy csatában megfutamította Hülegü harcosait, akik közül sokan a folyó jegén át akartak menekülni, ám a vékony jég beszakadt alattuk. A veszteségek mindkét oldalon igen nagyok voltak. Ezután mindkét kán visszavonta hadseregét és harci cselekmények helyett a területükön élő Arany Horda-beli, illetve perzsa kereskedőket űzték el, végezték ki és kobozták el a vagyonukat.

## A bizánci hadjárat
1265-ben a mongolok a bolgárokkal közösen indítottak hadjáratot Bizánc ellen. I. Konstantin bolgár cár azért kelt hadra, mert VIII. Mihály császár megvakíttatta a kiskorú IV. Ioannészt, Konstantin feleségének öccsét; Berke pedig azért csatlakozott mert Konstantinápolyban feltartóztatták Egyiptomba küldött követeit, és hogy kiszabadíts a görög fogságba került konyai szultánt, II. Izzeddin Keikauszt. Az egyesült seregek meg sem próbálták elfoglalni Konstaninápolyt, hanem a Marica folyó torkolatába épült Enosz városkában kiszabadították a szultánt, és a tartomány lakosságának egy részét rabszolgaként elhurcolva visszatértek északra. Ezután a császár az egyiptomi követeket is szabadon engedte. VIII. Mihály igen kényes helyzetben volt, hiszen két egymással harcoló, igen veszedelmes szomszéddal akart jó kapcsolatot fenntartani, a követeket is Hülegü kedvéért tartóztatta fel. Még ugyanebben az évben feleségül adta törvénytelen lányát, Máriát a perzsiai kánhoz, de mire a követség odaért, Hülegü már meghalt.
Talán Hülegü példáját követve, Berke kán felajánlotta IV. Bélának, hogy gyermekeiket összeházasítva lépjenek szövetségre, de IV. Sándor pápa tanácsát kikérve a magyar király végül elutasította az ajánlatot, mert nem akarta, hogy leszármazottjai pogányokkal házasodjanak.

## Az 1265-1266-os kaukázusi hadjárat és Berke halála
Berke és Hülegü utóda, Abaka eleinte békében éltek. Tebrizben még egy mecset építésébe is belefogtak Berke nevében. De nem sokkal később ismeretlen okból kiújult az ellenségeskedés és Nogáj kán újabb portyát indított Dél-Azerbajdzsánba. 1265 júliusában találkoztak az ilkán sereggel akik megfutamították őket és Nogáj kán maga is elvesztette a szemét a csatában. A visszavonuló mongolok a Kura folyó északi partján találkoztak össze Berke főseregével és a déli partra hamarosan megérkeztek Abaka csapatai is. A két hadsereg két hétig nézett farkasszemet a folyón keresztül, de egyikük sem merészelt átkelni, csak nyilaztak egymásra. Berke Tbiliszi felé indult hogy ott keljen át a folyón, de útközben megbetegedett és meghalt. Testét északra, fővárosába vitték és ott temették el. Utóda Möngke Temür, Batu kán unokája lett. 

## Családja
Az arab történetíró al-Mufaddal, aki hírt adott az egyiptomiak követjárásáról így írta le Berkét: szakálla vékony, arca nagy és sárga színű, haja mindkét oldalon füle mögé van fésülve, fülében drágaköves aranykarikát hord. Selyemköntöst visel, fején süveget, derekán drágakövekkel és zöld bőrrel ékesített aranyövet; lábain piros cserzett bőrből készült cipőt. Derekán nem kardot, hanem fekete pánton arannyal futtatott hajlított kürtöt hord. Szintén tőle tudjuk, hogy Berke lábfájástól szenvedett. Rasid ad-Dín szerint a lábbetegség gyakori volt az ongirat nemzetségből származóak között, Ögedej és Batu is szenvedett tőle.
Al-Mufaddal Berke három feleségének nevét közli: Tagtagáj-katun, Dzsidzsek-katun és Kehar-katun. Fia nem volt. Berke egyik lánya, Urbaj-katun II. Keikausz konyai szultánhoz ment feleségül. 

## Fordítás
Ez a szócikk részben vagy egészben  a(z)   Берке című orosz Wikipédia-szócikk ezen változatának fordításán alapul.  Az eredeti cikk szerkesztőit annak laptörténete sorolja fel. Ez a jelzés csupán a megfogalmazás eredetét és a szerzői jogokat jelzi, nem szolgál a cikkben szereplő információk forrásmegjelöléseként.